# Long Bennington
Long Bennington is een civil parish in het bestuurlijke gebied South Kesteven, in het Engelse graafschap Lincolnshire met 2018 inwoners.